# Джоселин, Джон Стрэндж, 5-й граф Роден
Джон Стрэндж Джоселин, 5-й граф Роден (англ. John Strange Jocelyn, 5th Earl of Roden; 5 июня 1823 — 3 июля 1897) — англо-ирландский пэр и военный.

## Биография
Родился 5 июня 1823 года в Толлимор-Парк-хаусе в Байансфорде, графство Даун. Второй сын Роберта Джоселина, 3-го графа Родена (1788—1870), и достопочтенной Мэри Фрэнсис Кэтрин Стэплтон (ок. 1793—1861), дочь Томаса Стэплтона, 12-го барона ле Деспенсера. Он получил образование в школе Харроу в Лондоне.
Полковник шотландской гвардии, Джон Джоселин участвовал в Крымской войне, присутствовал в битвах при Альме, Балаклаве и Инкермане. Позднее он командовал 2-м егерским корпусом Британско-немецкого легиона. Он был награжден французским Орденом Почетного легиона и османским орденом Меджидие. Он занимал должность заместителя лейтенанта графства Даун.

## Карьера
9 января 1880 года после смерти своего бездетного племянника Роберта Джоселина, 4-го графа Родена, Джон Стрэндж Джоселин унаследовал титулы 5-го графа Родена из Хай-Родинга в графстве Типперэри, 6-го барона Ньюпорта из Ньюпорта в графстве Типперэри, 6-го виконта Джоселина, 3-го барона Кланбрассилла из Гайд-холла из графства Хартфордшир и 9-го баронета Джоселина из Гайд-холла, став членом Палаты лордов Великобритании.
После его смерти титул барона Кланбрассилла прервался, и графство Роден перешло к его сводному двоюродному брату Уильяму Генри Джоселину (1842—1910), внуку Роберта Джоселина, 2-го графа Родена, и его второй жены.
Джоселины были крупными землевладельцами, главным образом в графствах Даун и Лаут.

## Личная жизнь
31 июля 1851 года Джон Джоселин женился на достопочтенной Софии Хобхаус (1832 — 3 декабря 1916), дочери Джона Кэма Хобхауса, 1-го барона Бротона из Бротон-де-Гиффорда и леди Джулии Томлинсон Хэй. У супругов была одна дочь:
- Леди Леди Вайолет Шарлотта Джулия Мэри Джоселин (2 июня 1858 — 22 октября 1925), в 1880 году она вышла замуж за Реджинальда Проктора-Бочампа (1853—1912). У них было две дочери.

74-летний лорд Роден скончался в Лондоне в 1897 году и похоронен в церкви Великой Святой Марии в Собриджворте, Хартфордшир.

## Связь с Черчиллем
Джон Стрэндж Джоселин был другом Джона Спенсера-Черчилля (1822—1883), видного консервативного политика и деда премьер-министра Уинстона Черчиля. Брат Уинстона Черчилля Джон Стрэндж Спенсер-Черчилль (1880—1947), известный как «Джек», родился вскоре после того, как Джон Джоселин унаследовал титул графа Родена, и был назван в его честь. В биографии Дженни Черчилль 1969 года («Дженни: Романтические годы 1854—1895» Ральфа Мартина) утверждалось, что Джон, возможно, получил свое имя, потому что на самом деле он был результатом романа между графом Роденом и матерью Джека, но доказательства были категорически против этого утверждения. Позднее один из сыновей Джека успешно подал в суд на автора за клевету.